# Снитово

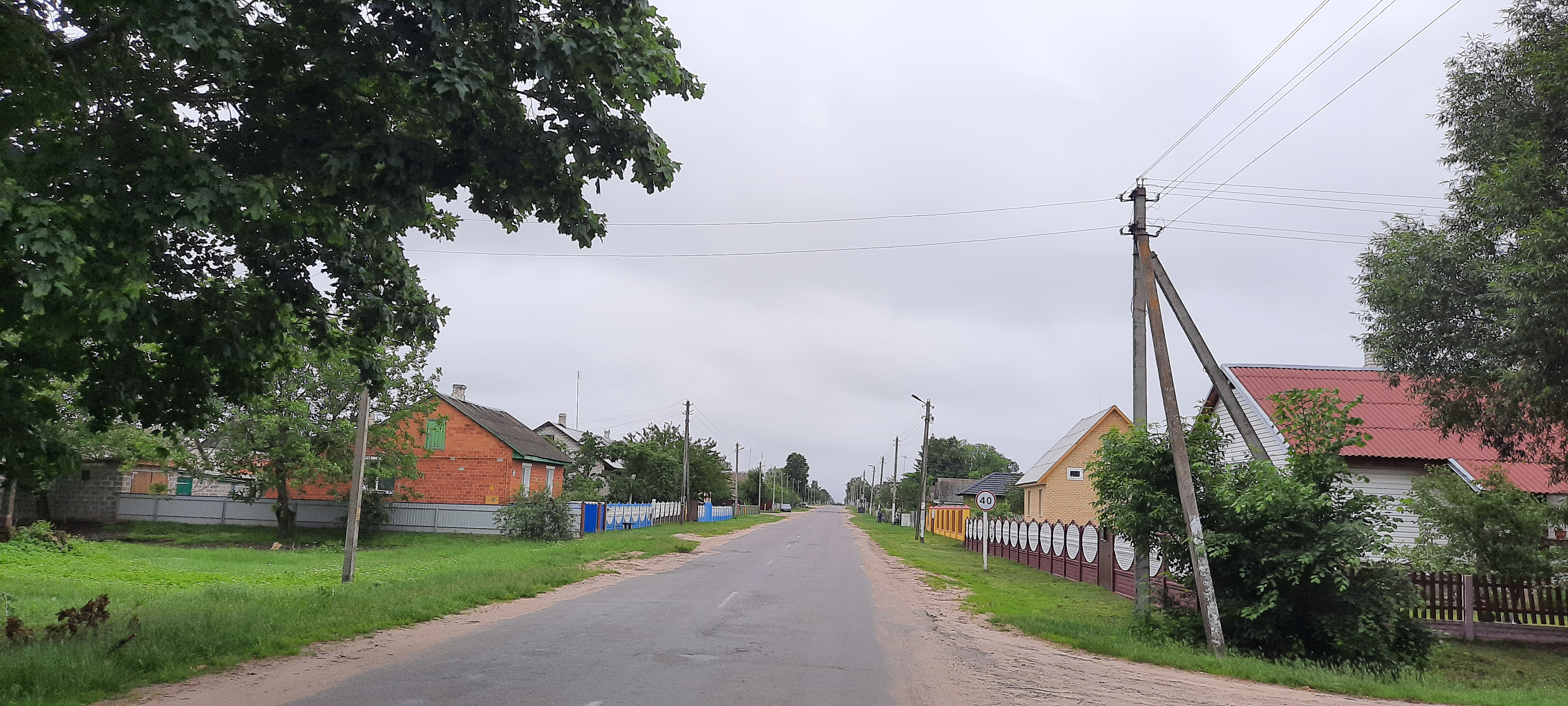

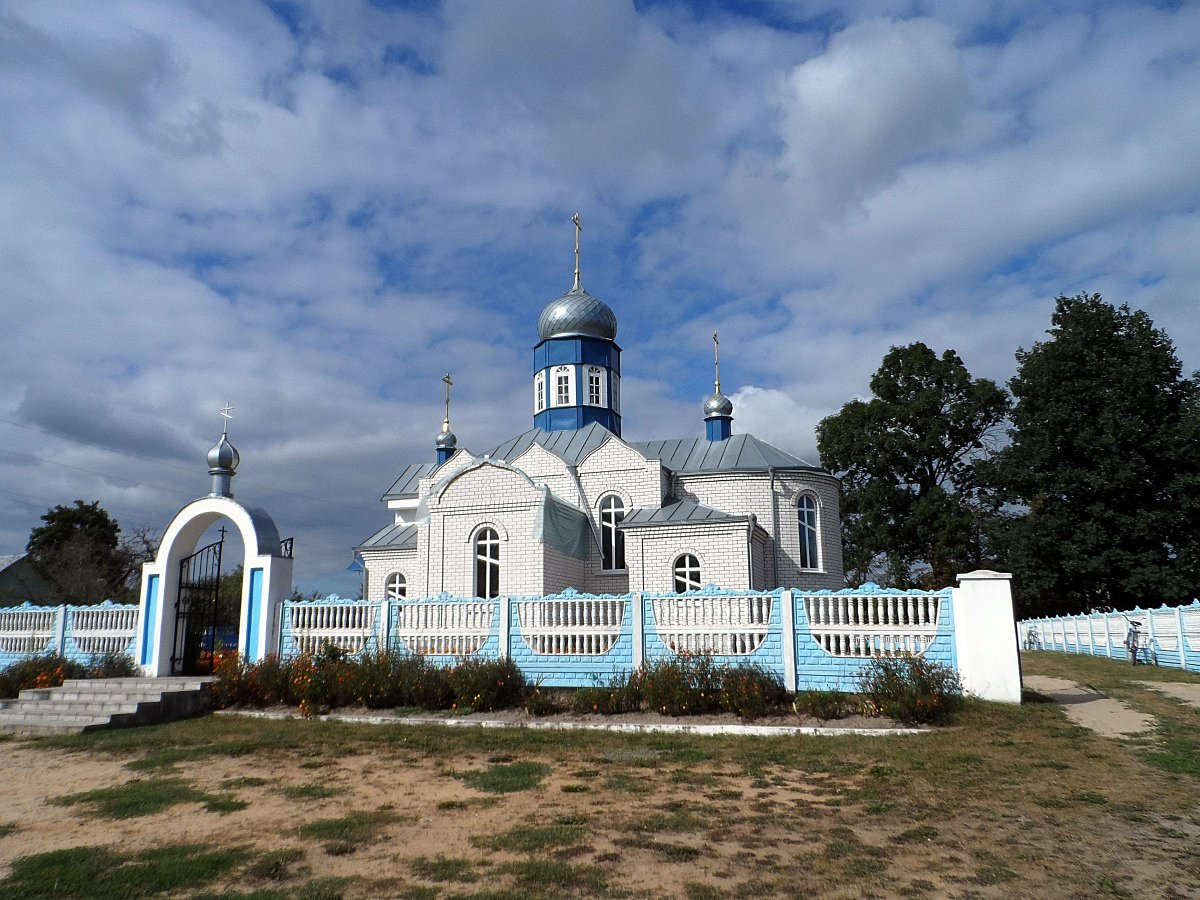
Успенская церковь

Снитово (бел. Сні́тава) — агрогородок в Ивановском районе Брестской области Беларуси, входит в состав Горбахского сельсовета, до 2013 года был центром Снитовского сельсовета. Население — 677 человек (2019).

## География
Снитово находится в 6 км к юго-западу от Иванова. По северной окраине Снитова проходит ж/д магистраль Брест — Пинск — Гомель, есть ж/д платформа. Автомобильные дороги ведут в Иваново и соседнюю деревню Вороцевичи, а также к шоссе Иваново — Дрогичин. Местность относится к бассейну Днепра, вокруг села сеть мелиоративных каналов со стоком в реку Неслуха.

## История
В 2010 году деревня Снитово преобразована в агрогородок.

## Культура
- Дом культуры

## Достопримечательность
- Мемориальный камень Наполеону Орде. Обелиск в честь художника, родившегося в соседней деревне Вороцевичи установлен у шоссе Иваново — Дрогичин.
- Успенская церковь. Православная церковь построена в начале XXI века из кирпича, на месте, где раньше была деревянная церковь.

### Памятник, скульптура
- Памятник землякам. Создан в 1967 году в честь 88 односельчанин, погибших в годы войны[4].

### Мемориал
- Могила жертв фашизма. К востоку от деревни. Похоронены 39 мирных жителей, расстрелянных фашистами. В 1974 году установлен обелиск[4].

### Утраченное наследие
- Церковь Успения Пресвятой Богородицы — деревянная церковь XVII в.

## Известные уроженцы
- Валентин Юшкевич (1936-1996) — протоиерей Скорбященской церкви на Большой Ордынке, известный российский художник.